# Rock the Boat (canção de Aaliyah)
"Rock the Boat" é uma canção da cantora norte-americana Aaliyah, presente em seu terceiro e último álbum de estúdio homônimo (2001). Foi escrita por Static Major, Eric Seats e Rapture Stewart, com os dois últimos sendo os produtores. Inicialmente, "More Than a Woman" havia sido planejada como segundo single do álbum; no entanto, "Rock the Boat" começou a recebeu forte veiculação nas rádios prematuramente, o que fez com que a Blackground Records promovesse a canção nas rádios estadunidenses de rhythmic contemporary em agosto de 2001. Posteriormente, a canção foi lançada como terceiro e último single oficial do álbum em janeiro de 2002.
Musicalmente, é uma canção R&B com influências caribenhas e elementos de funk. Liricamente, o foco é a narradora feminina instruindo seu amante sobre como agradá-la sexualmente. Após seu lançamento, "Rock the Boat" recebeu avaliações geralmente positivas dos críticos musicais, com muitos elogiando os vocais de Aaliyah, a letra e a produção da música. Um sucesso comercial nos Estado Unidos, alcançou a 14ª posição da Billboard Hot 100. Internacionalmente, obteve sucesso similar, entrando no top vinte nos Países Baixos e no Reino Unido. Em 2002, foi indicada ao prêmio de Melhor Performance Vocal Feminina de R&B no 44º Grammy Awards.
O videoclipe de "Rock the Boat" foi dirigido por Hype Williams e foi filmado em Miami e nas Bahamas. É um vídeo com tema tropical e  coreografias que apresentam Aaliyah dançando na praia e em um iate. Logo após a finalização das gravações, Aaliyah e outras oito pessoas morreram em um acidente de avião em 25 de agosto de 2001. Devido à morte de Aaliyah, houve incerteza sobre o lançamento do clipe. Eventualmente, ele fez sua estreia na televisão no Access Granted da BET em 9 de outubro. O videoclipe recebeu indicações para Melhor Videoclipe de R&B no MTV Video Music Awards e Melhor Video Musical no NAACP Image Awards.

## Antecedentes e produção
"Rock the Boat" se tornou realidade por acidente, porque o produtor Eric Seats quase excluiu o arquivo da música. O arquivo quase foi excluído porque Seats não gostou do que ouviu imediatamente. Seats explicou: "Quase apaguei 'Rock the Boat' porque sou o tipo de cara que, quando começo a produzir uma faixa e às vezes não sinto isso imediatamente, apago e simplesmente começo algo novo". A música foi salva quando o compositor Static Major ouviu o instrumental da música através de fones de ouvido e rapidamente escreveu o refrão para a música. De acordo com Seats, "Static ouviu pelos meus fones de ouvido. Fiz uma pausa e fui ao banheiro e, quando voltei, ele já havia escrito um refrão". Ao discutir o destino da música, ele então começou a dizer: "Eu não diria que foi um acidente, mas não estávamos vibrando tanto com isso. Foi uma daquelas coisas como se ele tivesse vindo 10 minutos depois, ele provavelmente nunca teria ouvido". Durante os estágios iniciais da música "era muito cru" e como Static Major mostrou grande interesse na música, Seats continuou a desenvolvê-la. Seats mencionou: "Como ele tinha interesse nisso, eu disse: 'Deixe-me ir e continuar a construir, deixe-me embelezar, fazer algo acontecer desde que você está sentindo'. Não sabíamos que seria 'Rock the Boat'". Seats "reforçou" o processo de desenvolvimento da faixa chamando Dave Foreman e Rapture Stewart para adicionar uma guitarra e cordas às músicas instrumentais.
Originalmente, "More Than a Woman" foi escolhida para ser o segundo single do álbum autointitulado de Aaliyah, mas devido ao imenso airplay nas rádios, "Rock the Boat" se tornou o segundo single. De acordo com o produtor Rapture Stewart, "O único motivo pelo qual eles gravaram o clipe de 'Rock the Boat' foi porque as rádios já estavam tocando, então eles meio que forçaram para que fosse o segundo single (ao invés de 'More Than a Woman')". Apesar de "Rock the Boat" ter recebido bastante airplay nas rádios, a gravadora de Aaliyah não queria que a canção fosse lançada como single. Em vez disso, a gravadora sentia que as músicas produzidas por Timbaland deveriam ser lançadas como single pois "era o som dela na época", de acordo com Stewart. Aaliyah, que amava "Rock the Boat", lutou contra a gravadora e insistiu para que a canção fosse lançada como o segundo single do álbum. Seats lembra de ouvir Aaliyah dizer, "Não, é essa. Eu não me importo com quem fez o que. Essa é a próxima", durante uma discussão.

## Composição e interpretação lírica
"Rock the Boat" é descrita como sendo uma música de ritmo médio sensual e suave com sabor caribenho. A música apresenta um groove atmosférico, ritmos hipnóticos e instrumentação flutuante, com efeitos de sintetizador. Michael Odell, do The Guardian, sentiu que "Rock the Boat" presta homenagem ao soul dos anos 80 impulsionado por sintetizadores". Na música, "o vocal hesitante de Aaliyah encontra seu caminho em torno de um menu de pedidos sexuais de alta octanagem". Liricamente, sua narradora feminina instrui um amante sobre como agradá-la sexualmente e equipara sua euforia erótica a uma dose de drogas: "Trabalhe no meio / Mude de posição / Agora acaricie para mim / ...Sinto como se estivesse dopada / Explore meu corpo /". Natelegé Whaley do Mic opinou que "ela é a capitã de suas necessidades físicas no quarto e dirige a viagem com confiança. Ela sabia o que queria e como conseguir". De acordo com o produtor Bud'da, Aaliyah debateu se a música deveria incluir a linha "Eu sinto como se estivesse dopada" porque ela não queria enviar a mensagem errada para seus fãs sobre drogas.

## Recepção da crítica
Khal da Complex sentiu que o clipe da música combinava com a vibração descontraída do instrumental. De acordo com Khal, "O resultado final foi uma coisa linda, com visuais tropicais combinando adequadamente com a vibração descontraída do instrumental. Acentos percussivos perfeitos residem em torno das melodias geladas". James Poletti do Dotmusic sentiu que os vocais ofegantes de Aaliyah "tornam-se gaguejantemente sugestivos à medida que a faixa esmaga e abre seu caminho para um lugar bastante adorável". Connie Johnson do Los Angeles Times descreveu "Rock the Boat" como sendo "sexy e assertiva"; ela também sentiu que essa música, junto com "We Need a Resolution" eram canções de destaque em comparação com outros materiais da artista. Russell Baillie do The New Zealand Herald descreveu a música como "instrutiva para o boudoir" e ele sentiu que "a voz de Aaliyah tece através dos arranjos esparsos, mas vigorosos com uma mistura de sensualidade" na música. Brad Cawn do Chicago Tribune sentiu que Aaliyah tinha amadurecido e estava "se embarcando em aventuras sedutoras" em "Rock the Boat". Sal Cinquemani da Slant Magazine comparou a música ao trabalho de Janet Jackson e Marvin Gaye; ele finalmente sentiu que Aaliyah faz canções "retrô dos anos 80" melhor do que outros artistas.

## Prêmios
| Ano  | Prêmio                        | Categoria                                | Resultado | Ref.   |
| ---- | ----------------------------- | ---------------------------------------- | --------- | ------ |
| 2002 | NAACP Image Award             | Outstanding Music Video                  | Indicado  | [ 19 ] |
| 2002 | Grammy Award                  | Melhor Performance Vocal Feminina de R&B | Indicado  | [ 20 ] |
| 2002 | Soul Train Music Award        | Melhor Single de R&B/Soul - Feminino     | Venceu    | [ 21 ] |
| 2002 | BET Award                     | Videoclipe do Ano                        | Indicado  | [ 22 ] |
| 2002 | BET Award                     | Escolha dos Telespectadores              | Indicado  | [ 22 ] |
| 2002 | Billboard R&B/Hip-Hop Award   | Melhor Single de R&B/Hip-Hop             | Indicado  | [ 23 ] |
| 2002 | Billboard R&B/Hip-Hop Award   | Melhor Single de R&B/Hip-Hop - Ariplay   | Indicado  | [ 23 ] |
| 2002 | Soul Train Lady of Soul Award | Melhor Single de R&B/Soul - Solo         | Venceu    | [ 24 ] |
| 2002 | Soul Train Lady of Soul Award | Canção de R&B/Soul ou Rap do Ano         | Venceu    | [ 24 ] |
| 2002 | Soul Train Lady of Soul Award | Melhor Clipe de R&B/Soul ou Rap          | Indicado  | [ 24 ] |
| 2002 | MTV Video Music Award         | Melhor Clipe de R&B                      | Indicado  | [ 25 ] |

## Desempenho comercial
Na Billboard Hot 100, a canção entrou na parada em 8 de setembro de 2001, na 57ª posição. Alcançou seu pico na 14ª posição durante sua décima segunda semana na parada. A canção permaneceu na parada por um total de 25 semanas. 16 semanas depois, na parada Hot R&B/Hip-Hop Songs, a canção alcançou seu pico na 2ª posição em 24 de novembro de 2001. Na parada rítmica a canção alcançou a 13ª posição em 12 de Janeiro de 2002, dezoito semanas após sua entrada na parada. Internacionalmente, a canção obteve o mesmo sucesso, alcançando o pico na 12ª posição na parada de singles do Reino Unido em 12 de maio de 2002. Em 12 de maio de 2002, a canção alcançou a 4ª posição na parada de R&B do Reino Unido. Na Escócia, a canção atingiu o número 32 em 12 de maio de 2002. De acordo com o Official Charts Company, "Rock the Boat" é o quarto single mais vendido de Aaliyah no Reino Unido. Nos demais cantos da Europa, a canção o top 10 nas paradas da Bélgica e dos Países Baixos.

## Clipe

### Antecedentes
Aparecendo no 106 & Park da BET em 21 de agosto de 2001, Aaliyah anunciou que o clipe de "Rock the Boat" seria dirigido por Hype Williams e que as filmagens começariam no dia seguinte. Quase sessenta pessoas trabalharam no vídeo nas Bahamas. Em 22 de agosto, ela filmou cenas subaquáticas para o vídeo em Miami, Flórida. Em 23 de Agosto, Aaliyah e funcionários da Virgin Records America voaram para as Bahamas em dois voos usando um Fairchild Metro III, fretado pela Sky Limo. Ela estava programada para deixar as Bahamas em 26 de Agosto, mas optou por partir no dia anterior, pois havia terminado mais cedo. Williams relembrou: "Aaliyah saiu no meio da produção, então ainda estávamos filmando quando ela saiu". Ao discutir sobre o trabalho com Aaliyah no vídeo, Williams afirmou: "Aqueles quatro dias foram muito bonitos para todos. Todos nós trabalhamos juntos como uma família". Williams acrescentou que a camaradagem no set foi uma mudança revigorante em relação à filmagem usual. "O último dia, sábado, foi um dos melhores que já tive nesta indústria. Todos se sentiram parte de algo especial, parte de sua música". Devido à tragédia em torno da morte de Aaliyah, havia uma incerteza sobre o data de lançamento do vídeo. Em um comunicado à imprensa, um porta-voz do selo de Aaliyah, Blackground Records, disse que era muito cedo para dizer o que aconteceria com a filmagem. O videoclipe teve sua estreia mundial no programa Access Granted do BET em 9 de outubro de 2001. O produtor do BET, Kevin Taylor, que estava nas Bahamas filmando a filmagem, descreveu o clipe como "lindo e sensual".

### Sinopse
O videoclipe de "Rock the Boat" foi dirigido por Hype Williams, e começa com Aaliyah na praia de costas para o oceano. Ela está usando uma blusa vermelha, brincos de argola pendentes e sombra dourada cintilante enquanto canta a letra astutamente sugestiva de "Rock the Boat". A próxima cena do vídeo mostra Aaliyah dançando em um catamarã, em uma praia em Marsh Harbour e nadando debaixo d'água no oceano. Outras cenas incluem Aaliyah dançando nas ondas que são imagens geradas por computador. A dança foi coreografada por Fatima Robinson, amiga de Aaliyah. As dançarinos no vídeo incluem Carmit Bachar, Denosh Bennett, Nadine Ellis e os membros do Electrik Red, Binkie e Lesley. Ao descrever o tema recorrente do vídeo, o produtor do BET, Kevin Taylor mencionou: "É muito etéreo e celestial". Ele também afirmou: "Há muitas fotos de água e nuvens, e o vídeo termina com Aaliyah nadando do fundo de uma piscina, quase parecendo que ela está indo para as nuvens. É realmente lindo". O vídeo foi classificado no 93º lugar na lista dos 100 Melhores Videoclipes do Século 21 da Billboard. Rebecca Milzoff, da Billboard, elogiou o vídeo e disse: "O vídeo do sinuoso 'Rock the Boat' de Aaliyah pode facilmente ter sido considerado apenas um dos muitos exemplos do apelo sexual sobrenatural e discreto da cantora amada, com Aaliyah liderando um todo - conjunto feminino em movimentos subtilmente sensuais que refletem a melodia hipnótica e ondulante da música".

### A morte de Aaliyah
No sábado, 25 de agosto de 2001, após Aaliyah e os funcionários da gravadora terem concluído as filmagens do videoclipe de "Rock the Boat", às 18h50 (EDT), eles embarcaram em um Cessna 402B bimotor (registro N8097W) no Aeroporto Marsh Harbour, localizado nas Ilhas Ábaco, para a viagem de volta ao Aeroporto Opa-locka na Flórida. O voo de volta foi originalmente agendado para o dia seguinte, mas as filmagens terminaram cedo, e Aaliyah e sua comitiva estavam ansiosas para retornar aos EUA. Eles tomaram a decisão de partir imediatamente. A aeronave designada para o voo de volta era menor do que aquela em que haviam chegado originalmente, mas acomodava todo o grupo e todos os seus equipamentos.
Os passageiros ficaram impacientes porque o avião deveria chegar às 16h30 (EDT), mas não chegou antes das 18h15 (EDT). O piloto fretado Lewis Key afirmou ter ouvido passageiros discutindo com o colega piloto Luis Morales III antes da decolagem, acrescentando que Morales os avisou que havia peso demais para um "voo seguro". Key declarou ainda: "Ele tentou convencê-los de que o avião estava sobrecarregado, mas eles insistiram que fretaram o avião e que deveriam estar em Miami no sábado à noite". Key indicou que Morales cedeu aos passageiros e que ele havia problemas para dar partida em um dos motores.
A aeronave caiu logo após a decolagem, a cerca de 200 pés (60 m) da pista. Aaliyah e os outros oito a bordo: Morales, o cabeleireiro Eric Foreman, Anthony Dodd, o segurança Scott Gallin, o amigo da família Keith Wallace, o maquiador Christopher Maldonado e os funcionários da Blackground Records Douglas Kratz e Gina Smith foram mortos. Gallin sobreviveu ao impacto inicial e, de acordo com os paramédicos, passou seus últimos momentos se preocupando com a condição de Aaliyah. Kathleen Bergen, porta-voz da Administração Federal de Aviação dos EUA (FAA) em Atlanta, identificou a aeronave como sendo propriedade da empresa Skystream, com sede na Flórida. Os relatórios iniciais do acidente identificaram Luis Morales como "L Marael".
Key sugeriu que a falha do motor, junto com a sobrecarga da aeronave, poderia ter causado o acidente, lembrando que outras pessoas viram o avião sofrer uma falha de motor na decolagem. Uma testemunha acreditou que ninguém poderia ter sobrevivido ao acidente devido à intensidade do acidente e ao fato de que a aeronave havia se desintegrado com o impacto. Ele também se lembrou da condição dos corpos: "Foi uma visão horrível. Alguns corpos estavam tão desfigurados que você não conseguia identificá-los. E dois caras estavam vivos - um gritando por socorro. Ele estava terrivelmente queimados". Um piloto fretado de 25 anos que testemunhou o acidente viu o Cessna afundar enquanto trabalhava em algumas máquinas "a cerca de meia milha" de distância. Ele lembrou que a aeronave estava a apenas "60 a 100 pés" do solo antes de cair. Ele foi buscar um caminhão de bombeiros e ficou surpreso com o que viu ao chegar ao local do acidente. "Já vi acidentes antes, mas provavelmente foi um dos piores", disse ele. "Foi muito devastador. A aeronave foi quebrada em pedaços e alguns dos assentos foram lançados da aeronave".

## Tabelas musicais

### Tabelas semanais
| Tabelas musicais (2001-2002)                       | Melhor posição |
| -------------------------------------------------- | -------------- |
| Austrália (ARIA)                                   | 49             |
| Austrália - Urban (ARIA) · Com "More Than a Woman" | 10             |
| Bélgica (Ultratop 50 - Flanders)                   | 43             |
| Bélgica (Ultratop 50 - Wallonia)                   | 9              |
| Canadá (Nielsen SoundScan)                         | 63             |
| União Europeia (European Hot 100 Singles)          | 47             |
| Alemanha (Official German Charts)                  | 70             |
| Irlanda (IRMA)                                     | 43             |
| Países Baixos (Dutch Top 40)                       | 9              |
| Países Baixos (Single Top 100)                     | 12             |
| Escócia (OCC)                                      | 32             |
| Suíça (Schweizer Hitparade)                        | 59             |
| Reino Unido (OCC)                                  | 12             |
| Reino Unido - UK R&B (OCC)                         | 4              |
| Estados Unidos (Billboard Hot 100)                 | 14             |
| Estados Unidos - Hot R&B/Hip-Hop Songs (Billboard) | 2              |
| Estados Unidos - R&B/Hip-Hop Airplay (Billboard)   | 2              |
| Estados Unidos - Radio Songs (Billboard)           | 13             |
| Estados Unidos - US Rhythmic (Billboard)           | 13             |
| Estados Unidos - Adult R&B Airplay (Billboard)     | 18             |

| Tabelas musicais (2021)                                     | Melhor posição |
| ----------------------------------------------------------- | -------------- |
| Estados Unidos - R&B Digital Song Sales (Billboard)         | 2              |
| Estados Unidos - R&B/Hip-Hop Digital Song Sales (Billboard) | 5              |
| Estados Unidos - Digital Song Sales (Billboard)             | 15             |

### Tabelas de fim de ano
| Tabelas musicais (2001)                            | Melhor posição |
| -------------------------------------------------- | -------------- |
| Estados Unidos - Hot R&B/Hip-Hop Songs (Billboard) | 41             |

| Tabelas musicais (2002)                            | Melhor posição |
| -------------------------------------------------- | -------------- |
| Países Baixos (Dutch Top 40)                       | 108            |
| Estados Unidos (Billboard Hot 100)                 | 85             |
| Estados Unidos - Hot R&B/Hip-Hop Songs (Billboard) | 26             |
| Estados Unidos - Us Rhythmic (Billboard)           | 60             |